# Lar (Iran)
Lar ( persan: لار ) est le chef-lieu du district central de la préfecture (shahrestan) de Larestan situé dans la province de Fars. La ville comptait, en 2006, une population de 51 961 habitants. Elle s'appelait à l'origine Lad, d'après l'un des héros de l'épopée Shahnameh. La langue locale est le lari qui dérive du pahlavi (le persan moyen). La ville est divisée en deux zones: Shahre-ghadim (la vieille ville) et Shahre-jadid (la nouvelle ville) construite après le tremblement de terre de 1960. Le Bazar Qeyssarié situé dans la vieille ville et datant de l'époque pré-safavide est inscrite dans la liste indicative du patrimoine mondial de l'Unesco.